# Яровое (Тюменская область)
Ярово́е — село в Армизонском районе Тюменской области России. Входит в состав Армизонского сельского поселения.

## География
Село находится в южной части Тюменской области, в лесостепной зоне, в пределах Ишимской равнины, на южном берегу озера Яровое, на расстоянии примерно 6 км (по прямой) к северо-западу от села Армизонское, административного центра района. Абсолютная высота — 147 м над уровнем моря.
Часовой пояс
Село Яровое, как и вся Тюменская область, находится в часовой зоне МСК+2. Смещение применяемого времени относительно UTC составляет +5:00.

## История
В 1926 году в деревне имелось 217 хозяйств и проживал 471 человек (217 мужчин и 254 женщины). В административном отношении входила в состав Армизонского сельсовета Армизонского района Ишимского округа Уральской области.

## Население
| 1989 | 2002 | 2010 |
| ---- | ---- | ---- |
| 299  | ↘265 | ↘234 |

Гендерный состав
По данным Всероссийской переписи населения 2010 года, в гендерной структуре населения мужчины составляли 45,3 %, женщины — соответственно 54,7 %.
Национальный состав
Согласно результатам переписи 2002 года, в национальной структуре населения русские составляли 82 % из 265 челю

## Улицы
Уличная сеть села состоит из двух улиц (ул. Новая и ул. Яровская).